# Alopecosa pictilis
Alopecosa pictilis är en spindelart som först beskrevs av James Henry Emerton 1885.  Alopecosa pictilis ingår i släktet Alopecosa och familjen vargspindlar. Inga underarter finns listade i Catalogue of Life.